# Снятинка
Снятинка — деревня в Сергиево-Посадском районе Московской области России, входит в состав сельского поселения Селковское.

## Население
| 1835 | 1850 | 1857 | 1859 | 1895 | 1905 | 1926 | 2002 |
| ---- | ---- | ---- | ---- | ---- | ---- | ---- | ---- |
| 53   | ↗69  | ↗72  | ↘63  | ↗84  | ↗106 | ↗119 | ↘7   |
| 2006 | 2010 |      |      |      |      |      |      |
| ↗8   | ↘3   |      |      |      |      |      |      |

## География
Деревня Снятинка расположена на севере Московской области, в северной части Сергиево-Посадского района, примерно в 100 км к северу от Московской кольцевой автодороги и 50 км к северу от станции Сергиев Посад Ярославского направления Московской железной дороги, по левому берегу реки Ильменки бассейна Дубны.
В 6 км к западу от деревни проходит автодорога Р104, в 31 км юго-восточнее — Ярославское шоссе М8, в 39 км юго-западнее — Московское большое кольцо А108. Ближайшие населённые пункты — деревни Шепелево и Юрцово.
Связана автобусным сообщением с городом Сергиевым Посадом и селом Нагорье Переславского района Ярославской области.

## История
В «Списке населённых мест» 1862 года — владельческая деревня 2-го стана Переяславского уезда Владимирской губернии по правую сторону Углицкого просёлочного тракта, от границы Александровского уезда к Калязинскому, в 48 верстах от уездного города и 30 верстах от становой квартиры, при речке Илемке, с 10 дворами и 63 жителями (30 мужчин, 33 женщины).
По данным на 1895 год — деревня Федорцевской волости Переяславского уезда с 84 жителями (40 мужчин, 44 женщины). Основным промыслом населения являлось хлебопашество, 5 человек уезжали в качестве красильщиков по бумаге шерсти и шёлку на отхожий промысел в Москву и Московскую губернию.
По материалам Всесоюзной переписи населения 1926 года — деревня Шепелевского сельсовета Федорцевской волости Сергиевского уезда Московской губернии в 22 км от Угличско-Сергиевского шоссе и 52 км от станции Сергиево Северной железной дороги; проживало 119 человек (53 мужчины, 66 женщин), насчитывалось 25 крестьянских хозяйств.
С 1929 года — населённый пункт Московской области в составе:
- Шепелевского сельсовета Константиновского района (1929—1939)[14],
- Веригинского сельсовета Константиновского района (1939—1957)[15],
- Веригинского сельсовета Загорского района (1957—1963, 1965—1991)[16][17][18],
- Веригинского сельсовета Мытищинского укрупнённого сельского района (1963—1965)[18][19],
- Веригинского сельсовета Сергиево-Посадского района (1991—1994)[19],
- Веригинского сельского округа Сергиево-Посадского района (1994—2006)[20],
- сельского поселения Селковское Сергиево-Посадского района (2006 — н. в.)[21][22].

## Известные уроженцы
- Булычёв Николай Сазонович (1918—2000) — советский дипломат, Чрезвычайный и Полномочный посланник 1-го класса, участник Великой Отечественной войны, полный кавалер Ордена Славы.